# فيكتور لوش
فيكتور لوتش (بالفرنسية: Victor Loche)‏‏ (1806 – 1863) هو جندي وعالم تاريخ طبيعي فرنسي. وهو الذي وضع الاسم العلمي لكل من قط الرمال والنوع الفرعي من عصفور الدوري tingitanus.

## مسيرته العلمية
بدأ لوتش برحلات استكشافية للبحث عن الكائنات الحية، وبين عامي (1856 - 1857) سافر في رحلة استكشافية إلى الصحراء الكبرى في الجزائر، وقام بوصف عدد من الثدييات والطيور الجزائرية في كتاب Catalogue des mammifères et des oiseaux، الذي نُشر في 1858. كما يُعتبر لوتش أول من وصف قط الرمال وسماه بالاسم العلمي Felis margarita تقديراً لرئيس حملة الاستكشاف جين أوغست مارغريت.

## مؤلفاته
- Description d'une nouvelle espèce de Zorille، 1856.
- Catalogue des mammifères et des oiseaux، باريس : برتراند، 1858؛ كما نُشر باللغة الإنجليزية لاحقاً بواسطة: Book On Demand Ltd، 2014.
- Histoire naturelle des mammifères، باريس، آرثر برتراند، 1867؛ جزء من سلسلة: Exploration scientifique de l'Algérie pendant les années‏ 1840، 1841، 1842.[3]